# Бентон (боро, округ Колумбія, Пенсільванія)
Бентон (англ. Benton) — місто (англ. borough) в США, в окрузі Колумбія штату Пенсільванія. Населення — 823 особи (2020).

## Географія
Бентон розташований за координатами 41°11′44″ пн. ш. 76°23′3″ зх. д. / 41.19556° пн. ш. 76.38417° зх. д. (41.195691, -76.384254).  За даними Бюро перепису населення США в 2010 році місто мало площу 1,59 км², з яких 1,55 км² — суходіл та 0,05 км² — водойми.

## Демографія
Згідно з переписом 2010 року, у селищі мешкали 824 особи в 363 домогосподарствах у складі 225 родин. Густота населення становила 517 осіб/км².  Було 420 помешкань (264/км²).
Расовий склад населення:
| - 98,7 % — білих - 0,5 % — азіатів - 0,2 % — чорних або афроамериканців |

До двох чи більше рас належало 0,4 %. Частка іспаномовних становила 1,5 % від усіх жителів.
За віковим діапазоном населення розподілялося таким чином: 22,7 % — особи молодші 18 років, 58,4 % — особи у віці 18—64 років, 18,9 % — особи у віці 65 років та старші. Медіана віку мешканця становила 42,6 року. На 100 осіб жіночої статі у селищі припадало 86,4 чоловіків;  на 100 жінок у віці від 18 років та старших — 84,1 чоловіків також старших 18 років.
Середній дохід на одне домашнє господарство  становив 48 706 доларів США (медіана — 34 792), а середній дохід на одну сім'ю — 58 489 доларів (медіана — 49 375). Медіана доходів становила 36 574 долари для чоловіків та 29 750 доларів для жінок. За межею бідності перебувало 28,1 % осіб, у тому числі 46,6 % дітей у віці до 18 років та 2,7 % осіб у віці 65 років та старших.
Цивільне працевлаштоване населення становило 417 осіб. Основні галузі зайнятості: освіта, охорона здоров'я та соціальна допомога — 31,4 %, роздрібна торгівля — 15,1 %, мистецтво, розваги та відпочинок — 10,6 %, виробництво — 7,9 %.